# Rothesay Open 2024 - Doppio maschile
Il doppio maschile del torneo di tennis professionistico Rothesay Open 2024, facente parte della categoria Challenger 125 nell'ambito dell'ATP Challenger Tour 2024, si è giocato dal 10 al 16 giugno a Nottingham, nel Regno Unito. Jacob Fearnley e Johannus Monday erano i detentori del titolo ma solo Fearnley ha scelto di partecipare in coppia con Cameron Norrie.
In finale John Peers e Marcus Willis hanno sconfitto Harold Mayot e Luke Saville con il punteggio di 6–1, 6(1)–7, [10–7].

## Teste di serie
1. John Peers /  Marcus Willis (campioni)
2. André Göransson /  Sem Verbeek (semifinale)

1. Anirudh Chandrasekar /  Arjun Kadhe (primo turno)
2. Rithvik Choudary Bollipalli /  Niki Kaliyanda Poonacha (quarti di finale)

## Wildcard
1. Aidan McHugh /  Jack Pinnington Jones (quarti di finale, ritirati)

1. Charles Broom /  Ben Jones (quarti di finale)

## Tabellone

### Legenda
| - Q = Qualificato - WC = Wild card - LL = Lucky loser | - ALT = Alternate - SE = Special Exempt - PR = Protected Ranking | - w/o = Walkover - r = Ritirato - d = Squalificato |

|  | Primo turno | Primo turno                       | Primo turno                       | Primo turno | Primo turno |  |  | Quarti di finale | Quarti di finale                  | Quarti di finale                  | Quarti di finale            | Quarti di finale      |                       |   | Semifinali | Semifinali               | Semifinali        | Semifinali                | Semifinali |   |     | Finale | Finale | Finale | Finale | Finale |  |
|  |             |                                   |                                   |             |             |  |  |                  |                                   |                                   |                             |                       |                       |   |            |                          |                   |                           |            |   |     |        |        |        |        |        |  |
|  | 1           | J Peers M Willis                  | J Peers M Willis                  | 6           | 6           |  |  |                  |                                   |                                   |                             |                       |                       |   |            |                          |                   |                           |            |   |     |        |        |        |        |        |  |
|  |             | T Barrios Vera P Kypson           | T Barrios Vera P Kypson           | 2           | 3           |  |  | 1                | J Peers M Willis                  | J Peers M Willis                  | J Peers M Willis            | w/o                   |                       |   |            |                          |                   |                           |            |   |     |        |        |        |        |        |  |
|  |             | B Ellis J Paris                   | 4                                 | 7           | [4]         |  |  | WC               | A McHugh J Pinnington Jones       | A McHugh J Pinnington Jones       | A McHugh J Pinnington Jones |                       |                       |   |            |                          |                   |                           |            |   |     |        |        |        |        |        |  |
|  | WC          | A McHugh J Pinnington Jones       | 6                                 | 62          | [10]        |  |  |                  |                                   |                                   |                             |                       |                       |   | 1          | J Peers M Willis         | J Peers M Willis  | J Peers M Willis          | w/o        |   |     |        |        |        |        |        |  |
|  | 3           | A Chandrasekar A Kadhe            | A Chandrasekar A Kadhe            | 5           | 65          |  |  |                  |                                   |                                   | D Ajduković D Džumhur       | D Ajduković D Džumhur | D Ajduković D Džumhur |   |            |                          |                   |                           |            |   |     |        |        |        |        |        |  |
|  |             | G Diallo E Nava                   | G Diallo E Nava                   | 7           | 7           |  |  |                  | G Diallo E Nava                   | G Diallo E Nava                   | G Diallo E Nava             |                       |                       |   |            |                          |                   |                           |            |   |     |        |        |        |        |        |  |
|  |             | D Ajduković D Džumhur             | 3                                 | 6           | [10]        |  |  |                  | D Ajduković D Džumhur             | D Ajduković D Džumhur             | D Ajduković D Džumhur       | w/o                   |                       |   |            |                          |                   |                           |            |   |     |        |        |        |        |        |  |
|  |             | C Harrison F Martin               | 6                                 | 3           | [7]         |  |  |                  |                                   |                                   |                             |                       |                       |   | 1          | John Peers Marcus Willis | 6                 | 61                        | [10]       |   |     |        |        |        |        |        |  |
|  |             | H Mayot L Saville                 | 6                                 | 2           | [10]        |  |  |                  |                                   |                                   |                             |                       |                       |   |            |                          |                   | Harold Mayot Luke Saville | 1          | 7 | [7] |        |        |        |        |        |  |
|  |             | L Riedi D Stricker                | 2                                 | 6           | [8]         |  |  |                  | H Mayot L Saville                 | H Mayot L Saville                 | 6                           | 7                     |                       |   |            |                          |                   |                           |            |   |     |        |        |        |        |        |  |
|  |             | J Fearnley C Norrie               | J Fearnley C Norrie               | 61          | 4           |  |  | 4                | R Bollipalli N Kaliyanda Poonacha | R Bollipalli N Kaliyanda Poonacha | 1                           | 62                    |                       |   |            |                          |                   |                           |            |   |     |        |        |        |        |        |  |
|  | 4           | R Bollipalli N Kaliyanda Poonacha | R Bollipalli N Kaliyanda Poonacha | 7           | 6           |  |  |                  |                                   |                                   |                             |                       |                       |   |            | H Mayot L Saville        | H Mayot L Saville | 6                         | 6          |   |     |        |        |        |        |        |  |
|  |             | J Nedunchezhiyan VS Prashanth     | 6                                 | 3           | [7]         |  |  |                  |                                   | 2                                 | A Göransson S Verbeek       | A Göransson S Verbeek | 3                     | 3 |            |                          |                   |                           |            |   |     |        |        |        |        |        |  |
|  | WC          | C Broom B Jones                   | 3                                 | 6           | [10]        |  |  | WC               | C Broom B Jones                   | C Broom B Jones                   | 3                           | 3                     |                       |   |            |                          |                   |                           |            |   |     |        |        |        |        |        |  |
|  |             | R Ho C Puttergill                 | R Ho C Puttergill                 | 2           | 3           |  |  | 2                | A Göransson S Verbeek             | A Göransson S Verbeek             | 6                           | 6                     |                       |   |            |                          |                   |                           |            |   |     |        |        |        |        |        |  |
|  | 2           | A Göransson S Verbeek             | A Göransson S Verbeek             | 6           | 6           |  |  |                  |                                   |                                   |                             |                       |                       |   |            |                          |                   |                           |            |   |     |        |        |        |        |        |  |